# Likavka
Likavka (ungarisch auch Likava) ist eine Gemeinde im mittelslowakischen Kraj Žilina. Sie liegt am westlichen Rand der Podtatranská kotlina am Fuße des Chočské vrchy am rechten Ufer der Waag, gegenüber der Stadt Ružomberok.
Die erste urkundliche Erwähnung erfolgte zwischen den Jahren 1235 und 1270 und lag auf einem Handelsweg von Komitat Sohl nach Königreich Polen. Sehenswert sind die Ruinen der Burg Likava aus dem 14. Jahrhundert, im Jahr 1707 zerstört und die Kirche des Heiligen Georg aus dem Jahr 1888 von Blažej Felix Bulla (1852–1919), dem Architekten des Slowakischen Nationaltheaters.

## Bevölkerung
| Jahr                | 1994 | 2004    | 2014    | 2024    |
| ------------------- | ---- | ------- | ------- | ------- |
| Anzahl der Personen | 2870 | 3012    | 3045    | 2846    |
| Unterschied         |      | +4,94 % | +1,09 % | −6,53 % |

| Jahr                | 2023 | 2024    |
| ------------------- | ---- | ------- |
| Anzahl der Personen | 2898 | 2846    |
| Unterschied         |      | −1,79 % |